# Красна Зорька (Сімферопольський район)
Кра́сна Зо́рька (до 1945 — Карача́-Канги́л, крим. Qaraça Qañğıl) — село Сімферопольського району Автономної Республіки Крим, входить до складу Гвардійської селищної ради. Від 2014 року окуповане Росією.
Відстань від райцентру до населеного пункта становить 21 кілометрів по прямій.
У 2023 році у проєкті Постанови Верховної Ради України «Про перейменування деяких населених пунктів Автономної Республіки Крим» село запропоновано перейменувати на Карача-Кангил.

## Сучасність
У Красній Зорці 28 вулиць, 1 провулок і квартал Кічкене. Займана селищем площа 320,7 гектара, на якій у 825 дворах налічувалося 2656 жителів. У 2012 році межі селища були змінені і площа села скоротилася до 302,26 га. У селі діє створений окупаційною адміністрацією муніципальний бюджетний загальноосвітній заклад «Краснозорькинська початкова школа», є церква апостолів Петра і Павла.